# カナダの政治
カナダの政治（かなだのせいじ）は、カナダの政治について解説する。

## 概要
カナダにおける政治体制は、強い民主主義の伝統を持つ議会民主主義と連邦政府制度の枠組みの中で運営されている。カナダは立憲君主制であり、君主が国家元首である。 実際には、行政権は国民により選出され代表している下院議会に責任を持ち、首相によって選ばれ率いられている国務大臣で構成される内閣によって、執行されている。
カナダは「完全な民主主義」として表現されることがある。自由主義の伝統があり、平等主義的で、穏健な政治イデオロギーが特徴である。カナダの政治では過激主義が目立ったこともこれまであまりない、カナダ政治の伝統的な「仲介」モデルでは、強いイデオロギーが入り込む余地があまりないとされる。
「平和、秩序、良政」は、「黙示の権利章典」とともに、カナダ政府の建国の原則である。社会正義への重点は、カナダの政治文化の特徴的な要素である。そして、カナダではすべての人々に対する多様性、平等、包摂を重視している。
カナダは複数政党制を採用しており、その立法慣行の多くは、イギリスのウェストミンスター議会によって設定された不文慣習や前例に由来している。カナダの二大政党は歴史的に現在の自由党と保守党（およびその多数の前身）だった。新民主党、ブロック・ケベコワ、緑の党などの政党が重要性を増し、独自の影響力を政治過程に及ぼしている。
カナダの政治ではいくつかの変化を経験している。カナダの政党規律はイギリスよりも強く、より多くの議会投票が信任決議と見なされている。これは、非閣僚議員（MP）の役割を減少させる傾向がある。そのような議員は、政府与党や野党議員団の中の新人や地位の低いメンバーとして知られており、バックベンチャー（平議員）と呼ばれている。しかし、バックベンチャー議員は、公会計委員会や国家公安委員会のような議院委員会に参加することで、彼らの影響力を行使している。

## カナダの政治的独立性に至る経緯
カナダの政府構造は元々1867年の「英領北アメリカ法」（1867年憲法法）によってイギリス議会によって設立されたが、連邦政府制度と権力の分割はカナダの政治家によって考案された 特に第一次世界大戦後、カナダのような自治領（Dominion）の市民は、強いアイデンティティの意識を生み出し始め、1926年のバルフォア報告書でイギリス政府と6つの自治領の政府は、自治領がイギリス連邦内で完全な自治権を持っていることに共同で同意することとなった。
1931年、イギリス政府と自治領政府間のさらなる協議と合意の後、イギリス議会はウェストミンスター憲章を制定し、カナダおよび他の自治領の自治を法的に認定した。しかし、カナダの政治家はカナダ憲法を改正するためのプロセスについて（イギリス議会の）合意を得ることができず、そのためウェストミンスター憲章によってもそのプロセスに影響させることが出来ず、カナダにおける憲法改正はその後もイギリス議会の承認を必要とし続けることとなった。同様に、イギリスの枢密院司法委員会は（カナダにおいても）1933年まで刑事上訴の最終決定を行使し続け、民事上訴の最終決定は1949年まで行使し続けた。カナダ憲法については「権限委譲（Patriation）」が実施された1982年まで、イギリス議会での審議を必要とし続けていた。

## 政治文化

カナダ権利自由憲章

カナダの平等主義的な統治制度は、社会福祉、経済的自由、および多文化主義を重視している。これは、選択的な経済移民、社会統合、および極右政治への不同意に基づいており、広範な公共的および政治的支持を反映している。その国民の構成する国籍の幅広さと「適正な社会」を推進する政策は、憲法で保護されている。ほとんどのカナダ人にとって、個人の権利、平等、包摂性（社会的平等）は、カナダ権利自由憲章、比較的自由主義的な経済、女性の権利（妊娠中絶のような）、離婚、同性愛、同性婚、避妊、安楽死、大麻使用に対する社会的にリベラルな態度への支持を通じて示されている通り、政治的および法的に重要性の高い価値観に位置づけられている。カナダの政治文化には、国民皆保険、多文化主義、進化論、銃規制、外国援助、その他の社会保障への一般的な支持を通じて示される集団的責任の感覚もある。
連邦レベルでは、カナダは比較的中道的で「仲介政治」を行なう2つの政党によって支配されてきた。その2党とは、中道左派の自由党と中道右派の保守党（またはその前身の進歩保守党）である。「カナダの伝統的な仲介モデルの政治は、イデオロギーにほとんど余地を残さない」とされ、カナダの万人受けする包括政党は、広範な有権者からの支持が必要となる。歴史的に支配的な自由党は政治的物差しの中心に位置し、保守党は右側に、新民主党は左側に位置している。
2021年選挙で連邦議会に選出された代表を持っている5つの党は、現在政権を担当している自由党、「公式野党」である保守党、新民主党、ブロック・ケベコワ、緑の党である。

## 政府の構成要素
統治方式カナダはウェストミンスター制度に基づく連邦議会制民主主義を採用しており、立憲君主制として位置づけられている。
国土と行政区画カナダの国土は10の州と3つの準州に分かれている：アルバータ州、ブリティッシュコロンビア州、マニトバ州、ニューブランズウィック州、ニューファンドランド・ラブラドール州、ノースウェスト準州、ノバスコシア州、ヌナブト準州、オンタリオ州、プリンスエドワードアイランド州、ケベック州、サスカチュワン州、ユーコン準州*。
憲法ウェストミンスター制度に基づく不文法的な憲法上の慣習とカナダ憲法によって構成されている。
法律制度全ての連邦管轄事項とケベック州を除く全ての州および準州において、英国のコモン・ローを採用。ケベック州では、革命前のフランスのパリの慣習に基づく大陸法が適用され、ケベック民法典で規定されている。また国際司法裁判所選択条項受諾宣言を条件付きで受け入れている。
参政権18歳以上の市民。カナダでは唯一の例外として、選挙管理責任者および副選挙管理責任者は成人市民だが投票出来ない。総督は投票する資格があるが、憲法上の慣習に従い棄権している。

### 君主
元首カナダ国王チャールズ3世（2022年9月8日より）。
副王カナダ総督メアリー・サイモン（2021年7月26日より）。

### 行政権

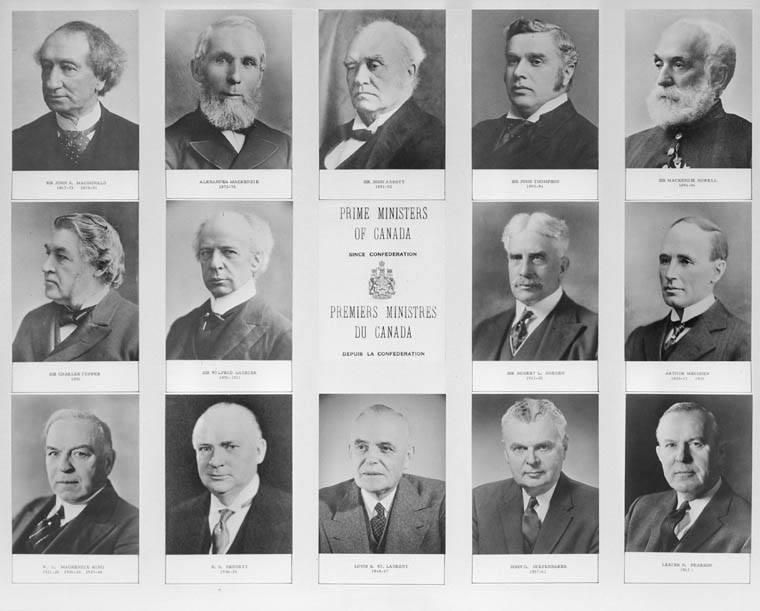
政府の長であるカナダの首相（1867年から1963年まで）

政府の長首相マーク・カーニー（2025年3月14日より）。
内閣各省庁を率いるために大臣（通常およそ30名）が首相によって選ばれ、総督によって任命される。通常、ほとんどの場合、内閣大臣は下院または上院で与党の党員だが（カナダの内閣を参照）、これは法的にも憲法上も義務付けられているわけではなく、時折、首相は他党の大臣を任命することもある。
君主選出君主は世襲制。総督は、首相の助言に基づいて君主（カナダ国王）によって任命される。総督の任期は特定されてないが、伝統的に約5年となっている。総選挙の後、下院で多数派を占める党の党首が通常、総督によって首相に指名される。

### 立法権
両院制のカナダ議会は、君主、元老院（上院）、庶民院（下院）の3部構成となっている。
現在、一般的に地域代表機能があると説明される上院は、75歳までの任期で首相の助言に基づいて総督によって任命される105人の議員によって構成される。上院はオンタリオ、ケベック、およびマリタイム地域（元々はニューブランズウィックとノバスコシアだったが、1873年にプリンスエドワードアイランドを含むように拡大された）の3地域から均等な代表を出すように設立された。1915年には、西部地域が新たに設定され、4つの西部州それぞれから6人の上院議員が任命され、4つの地域それぞれに上院議席が24議席ずつ割り当てられた。1949年にニューファンドランド・ラブラドールがカナダ連邦に加わった際、既存の地域には含まれず、6議席が割り当てられた。3つの準州それぞれに1議席がある。この制度では、人口比例代表制に基づいてない。通常の上院議員数は、首相の助言に基づいて国王によって追加される場合、追加された議員が地域に関して均等に分配される限り（合計で最大8名までの追加上院議員）、超過することが出来るとされる。この追加任命の権力は、ブライアン・マルルーニー首相がエリザベス2世女王に対して商品サービス税（GST）法案の可決を確実にするために上院に8席を追加するよう請願した際に歴史上これまで唯一行使されている。

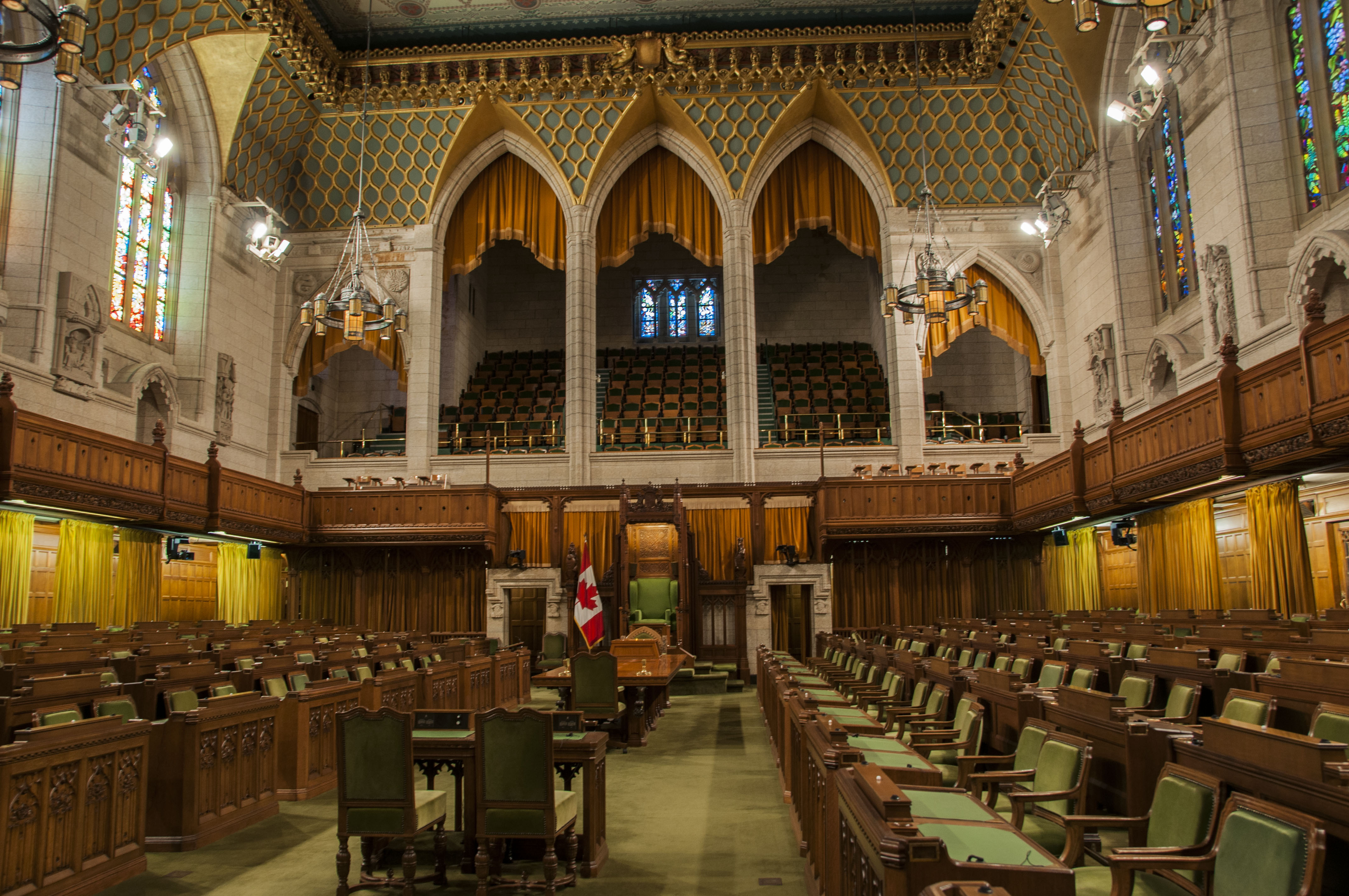
民主的に選出された機関である下院は、カナダ議会の3つの構成要素の1つ

下院は現在、小選挙区制（最多得票制）で選出される338人の議員で構成されている。これは単純小選挙区制で、得票が過半数を求めるのではなく、単記非移譲式投票制で最多得票（どの候補者よりも多い票）を得ることで当選することを意味する。カナダの選挙区は、他のイギリス連邦加盟国でも見られるように、英語で「riding」（ライディング）と呼ばれている。
任期は5年を超えることは出来ず、任期終了までに選挙が開催される必要がある。この固定任期制度は、第一次世界大戦中にロバート・ボーデン首相が必要と認識した際に史上1度のみ延長されることがあった。その際憲法改正が行われ、下院の全会一致により、議会の開催期間が1年延長となった。下院の規模と各州への議席数割り当てが規定されている議員定数は、5年ごとに行われる国勢調査ごとに見直され、人口変動に合わせおおよそ人口比例代表制に基づいて規定される。

### 選挙制度と政府形成
カナダでは、国民が選挙の投票で選出するのは下院の議員（英語；member of parliament、英語略称：MP、仏語：député）のみ。直接候補者を選んで投票する。単純小選挙区制の各選挙区で最多得票を獲得した候補者で選出される。議員は政党に属していなくてもよく、無所属と表示される。複数の議員が政治的意見を共有する際には、政党という団体を形成する。
カナダ選挙法（Canada Elections Act）は、政党を「その根本的な目的の1つが、1人以上のメンバーを候補者として推薦し、その選出を支援することによって公共の事柄に参加する組織」と定義している。連邦政党を形成するからと言って、必ずしも連邦政党として政府に登録する必要はない。連邦政党の形成を規制する法律は特に存在しない。連邦選挙管理局（Election Canada）は、連邦政党がどのように形成されるべきか、またはその法的、組織・財政構造がどのように確立されるべきかを指示することは出来ない。
ほとんどの政党は、勝者が50％以上の票を獲得することを確実にするために優先順位付投票制で党首を選出する。通常、選挙中に議員として立候補した者から党首選出大会で党首が選ばれる。カナダの議会制度では、政党とその党首に権力を付与することになっている。1つの政党が下院の過半数の議席を獲得すると、その政党は「多数政府」（majority government）と呼ばれる。党議拘束により、ただ1選挙区で選出された党首でも、内閣および議会に大きな影響力を行使することが出来る。
歴史的に、首相および上院議員は、国王の代表として総督によって任命されるが、現代の慣行では君主の職務は儀礼的な意味のみである。そのため、首相は制度的には総督によって任命されるが、実質的には下院の過半数を占める政党によって選ばれる。つまり通常は、下院にて最も多くの議席を獲得した政党が政府を形成し、その政党の党首が首相になる。首相は一般市民によって直接選出されるわけではないが、首相はほとんどの場合、自分の選挙区で直接議員として選出されている。
しばしば、選挙で最も人気のある政党が、多数票を獲得しなくても議席の過半数を取ることがある。しかし、議会に3つ以上の政党が存在しているため、どの政党も議席の過半数を占めることは通常あまりない。「少数政府」は、下院で最も議席を持つ政党が野党の議席を合計したものよりも少ない場合に発生する。このシナリオでは、下院で最も議席を持つ政党の党首が総督によって政府を率いるために任命されるが、政権を維持し法律を成立させるためには、選ばれた党首が下院の過半数の支持を得る必要がある。つまり、少なくとも1つの他の政党の議員の支持が必要となる。これはケースバイケースだが、連立政権（カナダ史上まだ登場したことがない）を形成することによってや、または閣外協力（2022年にリベラル党とNDPが結んだもののような）によって実現することが出来る。

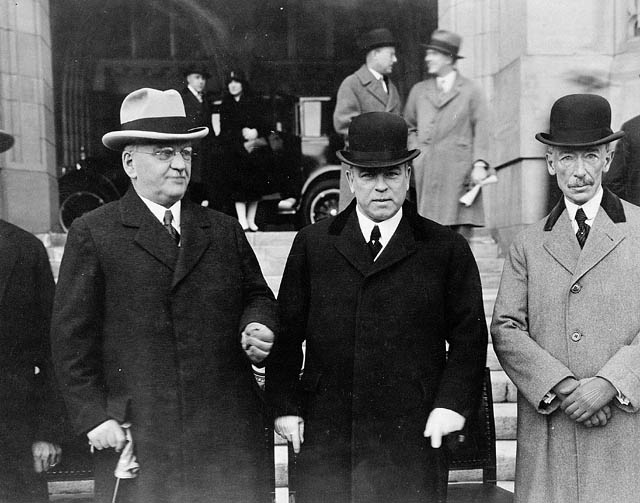
カナダ首相ウィリアム・ライアン・マッケンジー・キング（中央）、オンタリオ州首相ハワード・ファーガソン（左）とケベック州首相ルイ＝アレクサンドル・タシュロー（右）、1927年第一回連邦州会議首相会合にて

## 連邦・州関係
カナダは連邦国家であり、連邦政府と10州・3準州の存在と権限は憲法によって制定されている。1867年憲法法は、連邦政府と州の基本的な憲法構造を定めている。連邦議会と州の権力は、連邦および州政府によって成立した憲法改正によってのみ変更することが出来る。君主は連邦政府と10の州それぞれの形式上の国家元首だが、政治的役割を果たすことはほとんどない。政府は、連邦レベルではすべてのカナダ人によって、州レベルでは各州のカナダ市民によって選出された国民の代表によって統治されている。
連邦政府と州政府の関係（かつてはカナダ自治領政府と州政府間の関係）は、カナダ政治の定常的な問題となっている。ケベック州はその独自の文化的特徴を維持し強化したいと望んでおり、西部の各州は豊富な天然資源、特にエネルギー資源に対するより多くの管理権限を望んでいる。産業が発達したオンタリオ州などカナダ中央部は製造業基盤に関心があり、大西洋側の州は国内他地域よりも裕福ではない状況から脱却しようと努めている。
連邦政府と州政府の関係では、特にカナダ全土で一貫して資金提供される社会制度（例えば医療や教育）を維持するために、経済的に貧しい「持たざる」州が、裕福な「持つ」州よりも比例的に大きな割合で連邦が歳出権を持つ「カナダ移転交付制度」（Canadian transfer payments、日本の地方交付税交付金のような地方財務調整制度）を受け取るという仕組みがあるが、これは論争の的になりがちである。裕福な州は移転交付を凍結するか、自らに有利になるように制度を再調整することをしばしば主張し、その理由として既に負担した税金が連邦政府のサービス受益価値を上回っていると主張している。一方、裕福でない州は、現在のニーズに対して受け取る金額が十分ではないとして、増額を主張することが多い。
特に過去10年間においては、連邦政府による無制限の憲法上の歳出権の行使が、連邦と州の関係を緊張させる一因となっているとの批判がなされてきた。この権限により、連邦政府は連邦政府自身が規制・実施出来ない分野での資金提供を行うことで、州の政策に影響を与えることができる。連邦政府の歳出権は、1867年憲法法には明示されていないが、オンタリオ州控訴裁判所の言葉を借りれば、第91条(1A)の「公的債務および財産」から「推論することができる」とされている。
歳出権の行使の代表例は、カナダ保健法であり、これは各州への条件付き交付金である。憲法上、医療サービスの規制は州の責任である。しかしカナダ保健法の下で州が利用できる資金を、連邦政府の基準に従ってサービスを提供することを条件とすることで、連邦政府は医療提供に影響を与える能力を有している。

### ケベックとカナダ政治
1968年から2006年初頭まで、3回の短命の中継ぎ的な政権または少数政権を除いて、ケベック出身の政治家が連続してカナダ首相となった。この期間には、自由党と進歩保守党の両政府をケベック出身者が率いていた。
今日、君主、総督、首相は、英語とフランス語の両方に堪能もしくは少なくとも実務的には話せることが期待されており、党首を選ぶ際、政党は流暢なバイリンガルの候補者を優先する。
法律により、カナダ最高裁判所の9人の裁判官のうち3人はケベック出身でなければならない。この意味は、少なくとも3人の裁判官がケベックの法律に関連する事件を扱うのに十分な大陸法に関する経験を持っていることを保証すると言うことである。

## 国家統一の課題
カナダは分離主義運動の長い歴史が有る。国家統一は、1840年のアッパーカナダとロウアーカナダの統合以来、カナダの主要な問題の一つであった。

### ケベック関連
カナダの国家統一に関する主要かつ継続的な問題は、ケベックにおけるフランス語を話す多数派と、カナダの他の地域における英語を話す多数派との間の継続的な対立である。カナダ国内における特別な政治的地位獲得を通じて「独特な社会」としての認識の追求するというケベックによる要求は、憲法改正の試みにつながり、特にミーチレイク合意とシャーロットタウン合意（後者は国民による住民投票を通じて否決された）による改憲取組みの失敗を通じて、最も顕著な動きであった。
「静かなる革命」以来、ケベックの独立志向は1982年のカナダ憲法の本国決定（ケベックの同意なしにイギリス議会にて決定したプロセス）と改憲動議の失敗により、徐々に高まってきた。1980年と1995年の2回のケベック州の住民投票では、それぞれ60％と50.6％の多数により独立に関する提案が否決された。1995年の僅差での連邦主義の勝利を受け、クレティエン政権は1998年に「州による一方的な分離独立」の合法性に関してカナダ最高裁判所に照会した。カナダ最高裁判所として、一方的な分離独立宣言は違憲であると判断した。これは2000年の「クラリティ法」の可決につながった。
ブロック・ケベコワは、進歩保守党から離れた議員グループ（および不満を抱いていた自由党の数人の議員）によって設立されたケベック独立志向の政党で、候補者はケベック州からのみ出馬している。1993年の連邦総選挙で初めて候補者を立てた。その選挙で進歩保守党が崩壊すると、ブロック・ケベコワと自由党がケベックでただ2つの実行可能な政党と見なされるようになった。そのため2006年連邦総選挙までは、一方の政党の躍進はもう一方の損失となり、国家統一が実際に問題とされるかどうかにかかわらず、この状況が続いていた。ブロック・ケベコワは、2004年連邦総選挙直前に自由党にまつわる汚職の風評が拡がったため議席数を大幅に増やした。しかしその後統一された新しい保守党は、2006年連邦総選挙でケベックにおいて10議席を獲得したことで、政権担当可能な政党として再び登場となった。2011年連邦総選挙では、新民主党がケベック州の75議席中59議席を獲得し、他のすべての政党の議席数を大幅に減らすことに成功した。新民主党の台頭はブロック・ケベコワをほぼ壊滅させ、公認政党の最低要件である12議席を大きく下回る4議席に減少させた。

### ニューファンドランド・ラブラドール関連
ニューファンドランド・ラブラドールもカナダの国家統一に関して問題がある。1949年までニューファンドランド自治領はカナダと同等の自治地域（Dominion、ドミニオン）だったこともあり、多くの住民の間に「ニューファンドランド・ナショナリズム」と反カナダ感情がなんとなく広がっている。この原因は、連邦政府の失策による乱獲でのタイセイヨウダラ漁業の崩壊や、1960年代の孤立した入植地からの強制移住政策、ケベック政府がラブラドールの一部を自領として主張している国内領土問題、そしてカナダ「本土」の住民がニューファンドランド住民を見下し差別しているという認識などである。2004年には、ニューファンドランド・ラブラドールファースト党は州選挙に出馬し、2008年には州内の連邦選挙区に候補を擁立した。2004年、当時の州首相ダニー・ウィリアムズは、平等化政策のプロセスでの連邦政府からの助成金の大幅削減を受けて、州政府の建物からすべてのカナダ国旗を撤去するよう命じた。2004年12月23日、ウィリアムズ州首相はセントジョンズで記者たちに次のような声明を出した：
「彼らは基本的に私たちを軽視し、連邦内で適切なパートナーとして扱っていない。これには我慢できないし、耐え難いことで、これらの旗は無期限に撤去される。また、私たちをマニトバに連れて行くのは、実際には私たちを罰し、恥をかかせようとするためだと私には明らかだ。何の交渉もせずに送り返され、尻尾を挟んで帰るようにするためである。」—州首相 ダニー・ウィリアムズ

### 西部カナダ関連
カナダ政治においてもう一つの国家統一関連の課題は、西部地域の疎外感である。西部カナダ4州、特にアルバータ州の住民は、国家の問題に対する自分たちの影響力の欠如や、中央カナダの住民による「理解の欠如」にしばしば不満を抱いている。これは、多くの場面（メディア、商業など）で見られることだが、政治では、地盤が西部カナダにある多くの政党の台頭をもたらしている。例えば、1917年に連邦議席を獲得したアルバータ統一農民党、進歩党（1921年）、社会信用党（1935年）、協同連邦連盟（1935年）、再建党（1935年）、新民主（1940年）が登場しており、近年では改革党（1989年）がある。
改革党のスローガン「ウエスト・ウォンツ・イン（The West Wants In、西部も入れて欲しい）」は、進歩保守党との合併に成功し、両党の後継党である保守党が2006年連邦総選挙に勝利した際、評論家によって大きく取り上げられた。アルバータ州出身の議員であるスティーブン・ハーパーが率いる選挙での勝利は、「ウエスト・イズ・イン」（The West IS In、西部も入っている）という現実を作り出したと言われている。しかし、特定の選挙での成功や失敗にかかわらず、西部の疎外感はカナダ政治において重要な課題のままであり、特に州レベルでは、連邦政府に反対することが州の政治家の一般的な戦術となっているためでもある。例えば2001年には、アルバータ州の声の大きい住民たちがアルバータ・アジェンダを発表し、ケベック州が行っているように、州がその憲法上の権力を最大限に活用するように求める段階ヘ進むことを力説した。